# 104 Клімена
104 Клімена (104 Klymene) — астероїд головного поясу, відкритий 13 вересня 1868 року американським астрономом Дж. К. Уотсоном в Детройтській обсерваторії, США. Астероїд названий на честь грецької титаніди Клімени.
18 грудня 2003 0:13-0:19 по всесвітньому часу відбулося покриття астероїдом зірки TYC 1872-00207-1 
Належить до астероїдів класу C. Тіссеранів параметр щодо Юпітера — 3,187.